# Jüri Ratas
Jüri Ratas (sinh ngày 2 tháng 7 năm 1978) là chính trị gia người Estonia. Ông hiện là lãnh đạo Đảng Trung tâm Estonia. Ông từng là Thủ tướng Estonia cho đến nâm 2021. Ông đóng vai trò là Phó Chủ tịch Quốc hội Estonia từ năm 2007 đến năm 2016 và Thị trưởng Tallinn từ năm 2005 đến năm 2007. Với tư cách là thị trưởng thành phố Tallinn, ông khởi xướng chương trình thủ đô xanh châu Âu.
Trong cuộc bầu cử quốc hội Estonia năm 2015, Ratas tái đắc cử vào quốc hội với 7,932 phiếu bầu cá nhân. Tháng 3 năm 2015, ông được bầu làm Phó Chủ tịch Thứ hai Quốc hội Estonia.
Ngày 5 tháng 11 năm 2016, Ratas được bầu làm lãnh đạo Đảng Trung tâm Estonia, kế nhiệm Edgar Savisaar.
Sau khi nội các thứ hai của Taavi Rõivas chia rẽ vào tháng 11 năm 2016 do đấu tranh nội bộ, cuộc đàm phán liên minh bắt đầu giữa Đảng Trung tâm, Đảng Dân chủ Xã hội và Liên minh Pro Patria và Res Publica. Ngày 19 tháng 11, ba đảng đồng ý với các điều kiện của liên minh mới do Ratas lãnh đạo. Ratas tuyên thệ nhậm chức Thủ tướng Estonia vào ngày 23 tháng 11 năm 2016.

## Đời sống cá nhân
Jüri Ratas đã kết hôn và có một con gái và ba con trai. Cha của ông là chính trị gia Đảng Trung tâm Estonia, Rat Ratas.